# Fränzi Aufdenblatten
Franziska Christine „Fränzi” Aufdenblatten (ur. 10 lutego 1981 w Zermatt) – szwajcarska narciarka alpejska, czterokrotna medalistka mistrzostw świata juniorów.

## Kariera
Na arenie międzynarodowej Fränzi Aufdenblatten po raz pierwszy pojawiła się 7 grudnia 1996 roku w Saas-Fee, gdzie w zawodach FIS Race w gigancie zajęła 37. miejsce. W 1997 roku wystartowała na mistrzostwach świata juniorów w Schladming, zajmując 41. miejsce w gigancie. Na rozgrywanych dwa lata później mistrzostwach świata juniorów w Quebecu, zdobywając złoty medal w zjeździe i srebrny w kombinacji. Podobne wyniki osiągnęła podczas mistrzostw świata juniorów Verbier w 2001 roku, gdzie zwyciężyła w gigancie, a w kombinacji ponownie była druga. W zawodach Pucharu Świata zadebiutowała 11 marca 2000 roku w Sestriere, gdzie nie zakwalifikowała się do pierwszego przejazdu giganta. Pierwsze pucharowe punkty wywalczyła dokładnie rok później w Åre, zajmując 20. miejsce w gigancie. Na podium po raz pierwszy stanęła 31 stycznia 2004 roku w Haus, zajmując trzecie miejsce w zjeździe. W zawodach tych wyprzedziły ją jedynie Włoszka Isolde Kostner i Austriaczka Renate Götschl. W kolejnych latach jeszcze trzykrotnie plasowała się w najlepszej trójce, w tym 20 grudnia 2009 roku w Val d’Isère odniosła swoje jedyne zwycięstwo, wygrywając supergiganta. Najlepsze wyniki osiągała w sezonie 2003/2004, kiedy zajęła 19. miejsce w klasyfikacji generalnej. Była też między innymi piąta w klasyfikacji zjazdu w sezonie 2005/2006.
W 2002 roku wystartowała w gigancie na igrzyskach olimpijskich w Salt Lake City, jednak nie ukończyła rywalizacji. Podczas rozgrywanych cztery lata później igrzysk w Turynie jej najlepszym wynikiem było dwunaste miejsce w zjeździe. Brała także udział w igrzyskach olimpijskich w Soczi w 2014 roku, zajmując szóste miejsce w supergigancie. Kilkukrotnie startowała na mistrzostwach świata, jednak nigdy nie znalazła się w czołowej dziesiątce.
Karierę sportową zakończyła podczas finałów Pucharu Świata w sezonie 2013/2014 w Lenzerheide, gdzie uplasowała się na trzecim miejscu w zjeździe.

## Osiągnięcia

### Igrzyska olimpijskie
| Miejsce | Dzień     | Rok  | Miejscowość    | Konkurencja | Czas biegu  | Strata  | Zwyciężczyni         |
| ------- | --------- | ---- | -------------- | ----------- | ----------- | ------- | -------------------- |
| DNF1    | 22 lutego | 2002 | Salt Lake City | Gigant      | 2:30,01 min | –       | Janica Kostelić      |
| 12.     | 15 lutego | 2006 | Turyn          | Zjazd       | 1:56,49 min | +1,47 s | Michaela Dorfmeister |
| DNS     | 18 lutego | 2006 | Turyn          | Kombinacja  | 2:51,08 min | –       | Janica Kostelić      |
| 17.     | 20 lutego | 2006 | Turyn          | Supergigant | 1:32,47 min | +1,63 s | Michaela Dorfmeister |
| 16.     | 24 lutego | 2006 | Turyn          | Gigant      | 2:09,19 min | +3,43 s | Julia Mancuso        |
| 6.      | 15 lutego | 2014 | Soczi          | Supergigant | 1:25,52 min | +1,27 s | Anna Fenninger       |

### Mistrzostwa świata
| Miejsce | Dzień       | Rok  | Miejscowość  | Konkurencja | Czas biegu  | Strata   | Zwyciężczyni         |
| ------- | ----------- | ---- | ------------ | ----------- | ----------- | -------- | -------------------- |
| 15.     | 3 lutego    | 2003 | Sankt Moritz | Supergigant | 1:27,48 min | +1,61 s  | Michaela Dorfmeister |
| 15.     | 10 lutego   | 2003 | Sankt Moritz | Kombinacja  | 2:41,63 min | +5,86 s  | Janica Kostelić      |
| DNS2    | 13 lutego   | 2003 | Sankt Moritz | Gigant      | 2:30,97 min | –        | Anja Pärson          |
| 18.     | 30 stycznia | 2005 | Bormio       | Supergigant | 1:17,64 min | +1,69 s  | Anja Pärson          |
| 18.     | 4 lutego    | 2005 | Bormio       | Kombinacja  | 2:53,70 min | +10,66 s | Janica Kostelić      |
| 15.     | 6 lutego    | 2005 | Bormio       | Zjazd       | 1:39,90 min | +2,45 s  | Janica Kostelić      |
| 26.     | 8 lutego    | 2005 | Bormio       | Gigant      | 2:13,63 min | +4,41 s  | Anja Pärson          |
| 19.     | 6 lutego    | 2007 | Åre          | Supergigant | 1:18,85 min | +2,35 s  | Anja Pärson          |
| 14.     | 11 lutego   | 2007 | Åre          | Zjazd       | 1:26,89 min | +1,50 s  | Anja Pärson          |
| 19.     | 13 lutego   | 2007 | Åre          | Gigant      | 2:31,72 min | +2,84 s  | Nicole Hosp          |
| DNF     | 3 lutego    | 2009 | Val d’Isère  | Supergigant | 1:20,73 min | –        | Lindsey Vonn         |
| 19.     | 5 lutego    | 2013 | Schladming   | Supergigant | 1:35,39 min | +1,97 s  | Tina Maze            |

### Mistrzostwa świata juniorów
| Miejsce | Dzień     | Rok  | Miejscowość | Konkurencja | Czas biegu  | Strata    | Zwyciężczyni        |
| ------- | --------- | ---- | ----------- | ----------- | ----------- | --------- | ------------------- |
| 41.     | 1 marca   | 1997 | Schladming  | Gigant      | 1:56,82 min | +11,69 s  | Karen Putzer        |
| 39.     | 9 marca   | 1999 | Pra Loup    | Slalom      | 1:46,62 min | +11,06 s  | Anja Pärson         |
| 7.      | 10 marca  | 1999 | Pra Loup    | Gigant      | 1:53,82 min | +1,62 s   | Denise Karbon       |
| 5.      | 13 marca  | 1999 | Pra Loup    | Zjazd       | 1:11,09 min | +0,87 s   | Kerstin Reisenhofer |
| 10.     | 14 marca  | 1999 | Pra Loup    | Supergigant | 1:14,06 min | +1,36 s   | Karin Blaser        |
| 1.      | 21 lutego | 2000 | Québec      | Zjazd       | 1:13,47 min | –         | –                   |
| 10.     | 22 lutego | 2000 | Québec      | Supergigant | 1:18,79 min | +1,47 s   | Kathrin Wilhelm     |
| 6.      | 25 lutego | 2000 | Québec      | Gigant      | 1:55,08 min | +2,38 s   | Anja Pärson         |
| 7.      | 26 lutego | 2000 | Québec      | Slalom      | 1:50,79 min | +3,27 s   | Anja Pärson         |
| 2.      | 26 lutego | 2000 | Québec      | Kombinacja  | 32,13 pkt   | +1,74 pkt | Emily Brydon        |
| 6.      | 6 lutego  | 2001 | Verbier     | Zjazd       | 1:33,56 min | +1,11 s   | Astrid Vierthaler   |
| DNF     | 7 lutego  | 2001 | Verbier     | Supergigant | 1:33,54 min | –         | Kathrin Wilhelm     |
| 1.      | 10 lutego | 2001 | Verbier     | Gigant      | 1:55,08 min | –         | –                   |
| 30.     | 10 lutego | 2001 | Verbier     | Slalom      | 1:16,53 min | +7,72 s   | Christine Sponring  |
| 2.      | 10 lutego | 2001 | Verbier     | Kombinacja  | 68,33 pkt   | +4,36 pkt | Maria Riesch        |

### Puchar Świata

#### Miejsca w klasyfikacji generalnej
- sezon 2001/2002: 61.
- sezon 2002/2003: 54.
- sezon 2003/2004: 18.
- sezon 2004/2005: 51.
- sezon 2005/2006: 21.
- sezon 2006/2007: 24.
- sezon 2007/2008: 30.
- sezon 2008/2009: 26.
- sezon 2009/2010: 34.
- sezon 2010/2011: 49.
- sezon 2011/2012: 37.
- sezon 2012/2013: 36.
- sezon 2013/2014: 37.

#### Miejsca na podium w zawodach
1. Haus – 31 stycznia 2004 (zjazd) – 3. miejsce
2. Bad Kleinkirchheim – 13 stycznia 2006 (zjazd) – 3. miejsce
3. Val d’Isère – 20 grudnia 2009 (supergigant) – 1. miejsce
4. Lenzerheide – 12 marca 2014 (zjazd) – 3. miejsce